# بریستول برابازون
بریستول برابازون (به انگلیسی: Bristol Brabazon) یک هواگرد ساختِ کارخانهٔ بریستول ایروپلین در کشور بریتانیا است . این هواگرد برای نخستین بار در ۴ سپتامبر ۱۹۴۹ میلادی مورد استفاده قرار گرفت.